# Micro Application
La Micro Application è stata una casa editrice francese creata nel 1981 da Philippe Olivier, specializzata nel campo dell'informatica.

## Storia
Nel 1981, la Micro Application ha scelto di concentrarsi sul tradizionale cloud computing. Durante i suoi primi due decenni di esistenza è stata associata come adattatore e traduttore all'editore tedesco Data Becker (Düsseldorf), che ha tradotto software per ufficio (Textomat, Datamat, Calcomat) o di sviluppo (GFA Basic) e manuali dedicati a molte piattaforme informatiche del tempo: Commodore, Atari, Amstrad, IBM.
A metà degli anni '90 si rivolge al grande pubblico attraverso la diffusione di CD-ROM educativi, pratici o orientati verso l'ambito ricreativo (video digitali, macchine fotografiche digitali). Approfittando della sua distribuzione in punti vendita come ipermercati, la Micro Application ha aggiunto al suo catalogo giochi per PC, cartucce d'inchiostro, una vasta gamma di stampanti e accessori per stampanti e cavi per computer (connettori).
In seguito ha ampliato la sua gamma di software nel "Solutions" Pro, con funzioni avanzate e orientate all'uso professionale.
La società ha impiegato più di un centinaio di persone nel 2006.
Dopo la collaborazione con Data Becker, nel 2011 è stata acquisita dalla Avanquest Software.
La società si è poi sciolta nel luglio 2013.